# 보이지 않는 등장인물
보이지 않는 등장인물(영어: unseen character)은 작품에서 청중이 직접 볼 수 없는 등장인물을 의미한다.

## 예시
- 희곡 《로미오와 줄리엣》에서 로미오의 첫사랑으로 로잘린(Rosaline)이 언급되지만 등장하지는 않는다.
- 희곡 《고도를 기다리며》에서 두 주인공은 ‘고도’라는 이름의 사람을 계속 기다리지만, 극이 끝날 때까지 고도는 등장하지 않으며 누구인지조차 밝혀지지 않는다.
- 추리 드라마 《형사 콜롬보》에서 콜롬보는 자신의 아내에 대해 자주 언급하지만, 실제로 등장하지는 않는다.

- 애니메이션 《요괴워치》에서 긴코라는 요괴는 만날 때마다 갈매기 아저씨에게 들은 얘기를 하지만, 그런 사람이 정말 있는지 조차도 모르는 사람이 대부분이다.